# 中国星跳跃
《中国星跳跃》是一档中国真人秀，于2013年4月6日晚20：15在浙江卫视播出，第一季将有18名选手参加。节目的性质禁止整容选手参赛。该节目的明星将按照奥运标准参赛投保百万。

## 制作
2013年2月8日浙江卫视宣布将制作根据荷兰原版《名人四溅》的跳水综艺节目。3月12日浙江卫视在北京举行了第一季的启动发布会，在发布会上签约中国国家跳水队，跳水队总领队周继红将作为本节目的总顾问和评委团团长，另外节目的英文名开始使用简单的《Splash!》，阿宝、张伦硕和温雅也参与了当天的发布会，而奥运跳水冠军田亮将担任明星队的队长。
本节目计划一年两季分春、秋播出，春季将有7期。
本节目培训将使用dirtfish系统，该系统能清楚的看的选手跳水动作的不足之处。2013年3月20日傅艺伟确认将参加本节目，次日陈光标也确认将参加本节目；3月25日牛群确认将参加本节目。

## 嘉宾
- 总顾问：周继红
- 评委：周继红、李小鹏、张铁林、李娜
- 明星队长：田亮
  - 男队：阿宝、释小龙、陈光标、张伦硕、高虎、牛群、邢傲伟、刘刚、BOX组合
  - 女队：周韦彤、蔡妍、刘雨欣、温雅、弦子、蔡卓妍、黄圣依、孙佳奇
- 主持：伊一、黄健翔

## 争议

### 版权之争
2012年3月初根据德国原版节目《临危不惧》（stars in danger）的《星跳水立方》的播出方江苏卫视就表示德国原版节目制作方已经向国际法庭提交诉讼“荷兰版侵权德国版”；而浙江卫视表示两个版本不同，且节目组成也有很大区别，并表示江苏卫视在宣传时多次使用荷兰模式《名人四溅》这个名称已经构成侵权，随后浙江卫视多次表示不同于江苏版的重竞技自己版本的节目更注重娱乐，并表示德国原版跳水只是其中一个环节该节目还有冰上足球等内容，而荷兰版只是比明星跳水。而随后2013年3月19日荷兰版制作公司EYEWORKS版权方表示江苏卫视在宣传自己的节目时使用了荷兰版的《Celebrity Splash》和《名人四溅》已经构成侵权“将通过法律途径维护知识产权”。

### 粗俗争议
该节目自开播就收到很多媒体质疑其打着慈善的旗号拍摄下流镜头的质疑。

### 人员伤亡
2013年4月20日下午，浙江卫视官方微博发布消息称，19日晚《中国星跳跃》的训练基地，参赛选手释小龙一名随行人员不慎意外溺水，抢救无效死亡。可能会导致“节目停播”或提前结束；最终节目播放两期后停播到5月才恢复播出。

## 收视率
| 期数 | 首播日期      | 播放时间段       | 收视率 | 收视份额 | 全国排名 |
| ---- | ------------- | ---------------- | ------ | -------- | -------- |
| 1    | 2013年4月6日  | 星期六 8:15 P.M. | 1.680  | 4.30%    | 3        |
| 2    | 2013年4月13日 | 星期六 8:15 P.M. | 1.952  | 4.95%    | 3        |
| 3    | 2013年5月11日 | 星期六 8:15 P.M. | 1.371  | 3.68%    | 3        |
| 4    | 2013年5月18日 | 星期六 8:15 P.M. | 1.124  | 2.94%    | 4        |
| 5    | 2013年5月25日 | 星期六 8:15 P.M. | 1.168  | 3.04%    | 3        |
| 6    | 2013年6月1日  | 星期六 8:15 P.M. | 0.911  | 2.47%    | 5        |
| 7    | 2013年6月8日  | 星期六 8:15 P.M. | 1.103  | 2.96%    | 3        |